# سيرغي نيكولايف (لاعب كرة قدم)
سيرغي نيكولايف (بالروسية: Николаев, Сергей Николаевич)‏ هو لاعب كرة قدم روسي في مركز الهجوم، ولد في 24 سبتمبر 1978. لعب مع FC Lokomotiv Nizhny Novgorod ‏.